# آرتور آیوازیان
آرتور آیوازیان (ارمنی: Արթուր Այվազյան؛ اوکراینی: Артур Суренович Айвазян؛ زادهٔ ۱۴ ژانویهٔ ۱۹۷۳) یک تیرانداز ارمنی‌تبار که برای کشورهای اوکراین و روسیه رقابت کرده‌است.

## نتایج المپیک
| نتایج المپیک         | نتایج المپیک  | نتایج المپیک  | نتایج المپیک    | نتایج المپیک |
| رویداد               | ۲۰۰۰          | ۲۰۰۴          | ۲۰۰۸            | ۲۰۱۲         |
| -------------------- | ------------- | ------------- | --------------- | ------------ |
| تفنگ سه وضعیت ۵۰ متر | 5ام ۱۱۷۰+۹۶٫۶ | 7th ۱۱۶۶+۹۵٫۰ | 19ام ۱۱۶۵       | 10ام ۱۱۶۸    |
| تفنگ درازکش ۵۰ متر   | 30ام ۵۹۱      | 9ام ۵۹۴       | طلا · ۵۹۹+۱۰۳٫۷ | 21ام ۵۹۳     |
| تفنگ بادی ۱۰ متر     | 8ام ۵۹۲+۱۰۰٫۰ | 22ام ۵۹۱      | 21ام ۵۹۲        | 19ام ۵۹۳     |